# 상대 속도
상대 속도(相對速度)는 관찰자가 관찰하는 대상의 속도를 말한다. 즉 물체 A,B가 운동하고 있을 때 A와 함께 운동하고 있는 관측자가 B의 운동을 보았을 때의 속도이다.
같은 물체라도 관찰자에 따라서 서로 다른 좌표계를 도입하므로 대상의 속도는 그 크기와 방향이 달라지게 된다. 따라서 물체의 운동을 기술하는 데에 상대속도라는 개념이 필요하다.
한 좌표계에서 A 물체의 속도를 {\displaystyle \mathbf {v} _{A}}, B 물체의 속도를 {\displaystyle \mathbf {v} _{B}} 라고 할 때, A가 측정한 B의 속도(A에 대한 B의 상대속도)는
{\displaystyle \mathbf {v} _{AB}=\mathbf {v} _{B}-\mathbf {v} _{A}}
이다.
예를 들면 도로와 평행한 선로 위를 시속 40km로 달리고 있는 자동차를 같은 방향으로 같은 속도로 달리고 있는 열차에서는 정지되어 있는 것처럼 보인다. 즉, 상대 속도는 0이다. 열차가 시속 30km라면 자동차는 10km/h로 열차가 시속 50km라면 자동차는 10km/h로 열차와 반대 방향으로 달리는 것처럼 보인다.  이 예로 알 수 있듯이 운동하고 있는 관측자가 다른 운동을 볼 때에는 자기의 속도와 상대방의 속도에 각각 자기의 속도와 크기가 같고, 방향이 반대인 마이너스의 속도를 더하면 자기는 정지한 상태가 되고 상대방은 상대 속도를 나타나게 된다. 이 관계는 임의의 방향으로 운동하고 있는 두 물체의 상대 속도를 구하는 경우에도 적용된다.

## 같이 보기
- 도플러 효과
- 특이운동
- 고유운동
- 시선속도
- 신속도

## 참고 문헌
1. 1 2  《글로벌 세계대백과사전》,  〈상대속도〉